# Maschidat Gadschijewna Gairbekowa

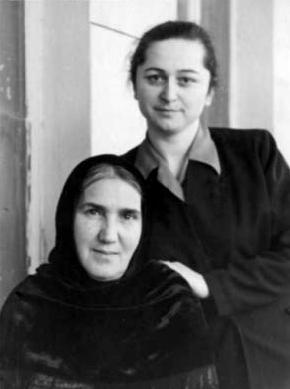
Maschidat Gadschijewna Gairbekowa und Tatu Bulach (1958)

Maschidat Gadschijewna Gairbekowa (russisch Машидат Гаджиевна  Гаирбекова; * 29. Dezember 1927 in Karata, Dagestanische ASSR; † 22. November 2015 ebenda) war eine awarische Dichterin.

## Leben
Gairbekowa studierte am Maxim-Gorki-Literaturinstitut in Moskau und war nach ihrer Rückkehr in Dagestan am Institut für Geschichte, Sprache und Literatur tätig. Sie arbeitete als Redakteurin für die Zeitschriften Gorjanka und Druschba und leitete das Awarische Theater als Direktorin. Seit 1948 veröffentlichte sie mehrere Gedichtsammlungen und Texte über das zeitgenössische Leben in Dagestan.